# Disseminierte intravasale Koagulopathie
Eine disseminierte intravasale Koagulopathie (von lat.: disseminiert „verstreut“, intravasal „im Gefäß“, Koagulation „Gerinnung“), kurz DIC (als Abkürzung des englischen Begriffs Disseminated Intravascular Coagulation), auch disseminierte intravasale Gerinnung (DIG) genannt, ist ein erworbener lebensbedrohlicher Zustand, bei dem durch eine übermäßig stark ablaufende Blutgerinnung im Blutgefäßsystem Gerinnungsfaktoren verbraucht werden und daraus schließlich eine Blutungsneigung resultiert. Die DIC gehört zur Gruppe der Vaskulopathien.
Synonym verwendet werden die Begriffe Verbrauchskoagulopathie und Defibrinationssyndrom. Diese Begriffe beschreiben die Pathogenese des Krankheitsbilds nur unvollständig.

## Grundlagen
Kommt es durch Verletzung von Blutgefäßen zu Blutungen, so wird, um den übermäßigen Austritt von Blut zu vermeiden, ein komplexes System, bestehend aus den Blutplättchen (Thrombozyten), der inneren Auskleidung des betroffenen Blutgefäßes (Gefäßendothel), dem Gewebe außerhalb des Gefäßes sowie im Blutplasma enthaltenen Gerinnungsfaktoren, aktiviert. Dieses bildet die Grundlage für die Wundheilung. Wichtig ist, dass dieser Prozess auf den Ort der Verletzung beschränkt bleibt und nicht fälschlicherweise durch andere Ereignisse wie Entzündungen oder Infektionen ausgelöst wird.
Durch die Verletzung der Gefäßwand wird darunterliegendes Kollagen freigelegt. An dieses lagern sich Thrombozyten an, die infolgedessen Stoffe freisetzen, die einerseits weitere Thrombozyten anregen, sich an die Verletzung anzulagern, und andererseits die so genannte Gerinnungskaskade auslösen. Infolgedessen entsteht ein fester Pfropfen aus Fibrin, der die Wunde verschließt.
Verläuft dieser Prozess unreguliert und im ganzen Körper, so kommt es zur Verbrauchskoagulopathie.

## Ursachen und Auslöser
Die Verbrauchskoagulopathie ist keine eigenständige Erkrankung, sondern tritt als zusätzliche Komplikation bei einer Vielzahl unterschiedlicher Krankheitsbilder auf. Sie wird unterschieden in eine akute und eine chronische Form.
Ursachen der akuten Form sind Schock, schwere Sepsis, ausgedehnte Verbrennungen und Polytraumatisierungen infolge schwerer Unfälle. Weiterhin kann es als Komplikation bei der Geburt, ausgelöst durch septischen Abort, vorzeitige Plazentalösung, Fruchtwasserembolie, Präeklampsie und Eklampsie, auftreten. Weitere mögliche Ursachen sind Blutvergiftungen (durch gramnegative Keime, Rickettsiosen, Viruserkrankungen), hämolytische Syndrome, Organnekrosen (akute Pankreatitis, akute Lebernekrose) und Komplikationen chirurgischer Eingriffe, insbesondere an Lunge, Bauchspeicheldrüse, Prostata, Leber und Herz. Eine Ursache können auch die Gifte verschiedener Schlangen, insbesondere einiger Grubenottern und Vipern sein.
Die chronische Form kann als Komplikation der Leberzirrhose, bei Herzfehlern, bei metastasierenden Karzinomen, bei Hämoblastosen (insbesondere akute Leukämien) und bei angeborenen Riesenhämangiomen (Kasabach-Merritt-Syndrom) auftreten.

## Stadien der DIC
1. Pathologische Aktivierung des Gerinnungssystems
2. Erkennbares Defizit des Gerinnungspotentials
3. Defibrinierung

### 1. Stadium: Pathologische Aktivierung
Hier ist die unphysiologische Reaktion klinisch und diagnostisch noch kompensiert, das heißt, man erkennt noch keine Abweichung von der Norm, obwohl der Fehlprozess schon in Gang gesetzt wurde. Tissue Factor Pathway Inhibitor (TFPI) und Antithrombin werden jedoch schon verbraucht.
Eingeleitet wird die Verbrauchskoagulopathie durch die gerinnungsfördernde Wirkung verschiedener Bestandteile der Gerinnungskaskade, die durch einen abnormal hohen Spiegel körpereigener Botenstoffe wie Histamin, Serotonin und Adrenalin, durch bakterielle Endotoxine oder direkt durch die Zerstörung von Blutplättchen in zu großer Menge freigesetzt werden.
Im Bereich von Blutkapillaren, Venolen und Arteriolen kommt es in der Folge zur Ausbildung kleiner Blutgerinnsel (Mikrothromben), die diese Blutgefäße verstopfen. Am stärksten gefährdet sind hiervon die stark durchbluteten Organe Lunge, Nieren und Herz, auch die Funktion von Leber und Nebennieren kann stark beeinträchtigt werden. Das Herzzeitvolumen verringert sich.

### 2. Stadium: Defizit
Jetzt kommt es zu einem deutlichen Abfall von Thrombozyten, Gerinnungsfaktoren und Inhibitoren – sie werden verbraucht. Dies geht einher mit Fibrinolyse und labordiagnostisch erhöhten Werten für Fibrinspaltprodukte (D-Dimer) und einem Abfall von Fibrin.
Die ungerichtete Gerinnung innerhalb der Gefäße führt zu einem Verbrauch von zur Blutgerinnung nötigen Blutbestandteilen, hier entsteht vor allem ein Mangel an Thrombozyten (Thrombozytopenie), Fibrinogen (Hypofibrinogenämie), Prothrombinkomplexen und den Gerinnungsfaktoren V, VIII und X. Als Konsequenz ist der Organismus nicht mehr in der Lage, beschädigte Blutgefäße eigenständig zu verschließen. Es kommt zu einer Blutungsneigung (hämorrhagische Diathese).

### 3. Stadium: Defibrinierung
Thrombozyten, Gerinnungsfaktoren und Antithrombin sind jetzt stark vermindert. Es entsteht das Vollbild eines Schocks.
Dieser kann entweder mit Multiorganversagen (durch Embolien/Thromben) oder mit einer Blutungsneigung einhergehen oder aber mit beiden, da jetzt die Gerinnungsfaktoren fehlen, um Thromben zu bilden, aber auch weil die gerinnungshemmenden Faktoren verbraucht sind.
Frische Wunden verschließen sich nicht mehr. Es kommt zu verstärkten Nachblutungen nach operativen Eingriffen.
Es treten spontan Blutungen auf, d. h. Blutungen ohne entsprechende Verletzung zum Beispiel in Haut und Schleimhäuten, Magen, Darm, Nieren und Gehirn.

## Therapie und Prophylaxe
Ist der Kreislauf von Blutung (oder sonstiger Auslöser) → Blutgerinnung → Verbrauch von Gerinnungsmaterial → Blutungsneigung → Blutung erst einmal in Gang, dann ist es schwer, ihn zu unterbrechen. Um eine Verbrauchskoagulopathie zu verhindern, wäre es theoretisch notwendig, bei entsprechend gefährdeten Patienten durch Heparin eine überschießende Gerinnung zu vermeiden.
Ein positiver Effekt durch Heparin wurde jedoch für die DIC in Studien nicht nachgewiesen, es wird daher nur zur Thromboseprophylaxe, aber nicht zur Therapie oder Prophylaxe der DIC empfohlen. Bei Blutungen können aufgetautes gefrorenes Frischplasma oder auch Einzelfaktoren (z. B. Faktor XIII, AT III, rekombinanter Faktor VIIa) und bei schwerer Thrombozytopenie auch Thrombozytenkonzentrate eingesetzt werden. Heparin sollte im Falle einer Blutungskomplikation nicht mehr eingesetzt werden.
Am wichtigsten ist jedoch die Beherrschung der zugrunde liegenden Störung (z. B. adäquate Therapie einer Sepsis, Schocktherapie).

## Laborparameter
Die wichtigsten Laborparameter sind demnach D-Dimer, Thrombozytenzahl und Quick-Wert sowie Fibrinogen, welche anhand eines DIC-Score einen Wert von ≥ 5 bei einer möglicherweise manifesten und < 5 bei einer nicht manifesten DIC erreichen. Diese Werte müssen aber in Kombination mit der zugrunde liegenden Erkrankung betrachtet werden.

### DIC-Score
| Untersuchung      | Ergebnis              | Punkte |
| ----------------- | --------------------- | ------ |
| Thrombozytenzahl  | > 100.000/µl          | 0      |
| Thrombozytenzahl  | 50.000 – 100.000/µl   | 1      |
| Thrombozytenzahl  | < 50.000/µl           | 2      |
| D-Dimere          | normal                | 0      |
| D-Dimere          | leicht erhöht         | 2      |
| D-Dimere          | stark erhöht          | 3      |
| Fibrinogenspiegel | mehr als 100 mg/dl    | 0      |
| Fibrinogenspiegel | weniger als 100 mg/dl | 1      |
| Quick-Wert        | 70 – 100 %            | 0      |
| Quick-Wert        | 50 – 70 %             | 1      |
| Quick-Wert        | < 50 %                | 2      |